# Bobby Robson
Bobby Robson, właśc. sir Robert William Robson (ur. 18 lutego 1933 w Sacriston, zm. 31 lipca 2009 w hrabstwie Durham) – angielski piłkarz grający na pozycji pomocnika lub środkowego napastnika, reprezentant kraju, trener.
Przez prawie 20 lat reprezentował takie kluby jak: Fulham, West Bromwich Albion oraz Vancouver Royals. Z reprezentacją Anglii dwukrotnie uczestniczył w mistrzostwach świata (1958, 1962).
Jako trener był jednym z najbardziej utytułowanych trenerów na świecie. Prowadził Oxford University, Fulham, Ipswich Town (zdobywca Pucharu Anglii, Pucharu UEFA, National Fives Tournament, Texaco Cup), reprezentację Anglii B, reprezentację Anglii (4. miejsce na mistrzostwach świata 1990), dwukrotnie PSV Eindhoven (dwukrotny mistrz Holandii, zdobywca Superpucharu Holandii), Sporting, FC Porto (dwukrotny mistrz Portugalii, zdobywca Pucharu Portugalii), FC Barcelonę (zdobywca Pucharu Króla Hiszpanii, Superpucharu Hiszpanii, Pucharu Zdobywców Pucharów) oraz Newcastle United. Był także dyrektorem sportowym w Hearts of Midlothian oraz konsultantem reprezentacji Irlandii. Nagrodzony wieloma nagrodami, wyróżnieniami i odznaczeniami, w tym m.in.: Orderem Imperium Brytyjskiego (1991), Odznaką Rycerza Kawalera (2002).

## Wczesne życie
Bobby Robson urodził się w Sacriston w hrabstwie Durham jako czwarty z pięciu synów Philipa i Lilian (z d. Watt). Kilka miesięcy po narodzinach, rodzina przeniosła się do pobliskiej wioski Langley Park, gdzie ojciec pracował jako górnik. Dom rodzinny stanowił dwa pokoje. Jako chłopiec często jeździł z ojcem na mecze do odległego o 27 km stadionu Newcastle United. Jego idolami z dzieciństwa byli napastnicy Srok – Jackie Milburn i Len Shackleton.

## Kariera piłkarska
Bobby Robson po ukończeniu szkoły podstawowej w Langley Park uczęszczał do szkoły średniej w Waterhouses. Ponieważ dyrektor szkoły nie wyraził zgody na grę szkolnej drużyny w rozgrywkach ligowych, Robson zaczął grać w 1944 roku w Langley Park Juniors, a w 1948 roku zaczął grać w drużynie U-18. Wkrótce przerwał szkołę i rozpoczął pracę jako elektryk w National Coal Board w kopalni w Langley Park.
W 1950 roku został zauważony przez kierownika Fulham – Billa Dodgina, który zaoferował 17-letniemu wówczas Robsonowi profesjonalny kontrakt, który Robson podpisał mimo oferty od pobliskiego Middlesbrough oraz mimo nalegań ojca, by nadal pracował jako elektryk. Robson interesował się również klubem Newcastle United, uważał jednak, że ma większe szanse na wejście do pierwszego zespołu Fulham.
Robson cierpiał na częściową głuchotę na jedno ucho, co uniemożliwiało mu powołanie do służby wojskowej.
Po podpisaniu kontraktu w 1950, oprócz treningów pracował jednocześnie przy Festival of Britain. Ostatecznie przeszedł na pełnoetatową karierę piłkarską. W tym samym roku zadebiutował w drużynie Wieśniaków w meczu z Sheffield Wednesday. Uważał swój klub za „fajny klub, klub towarzyski…”, ale „nigdy… poważny, walczący o mistrzostwo klub”. W sezonie 1951/1952 klub zajął ostatnie – 22. miejsce w tabeli ligowej, Wieśniacy spadli do Second Division, w której Robson grał do końca swojego pobytu w tym klubie, w 1956 roku.
W 1956 roku za 25 tys. funtów brytyjskich (ówczesny rekord transferowy klubu) został zawodnikiem West Bromwich Albion (WBA), drużyny występującej w rozgrywkach First Division. W drużynie WBA zadebiutował 10 marca 1956 roku w przegranym 4:0 meczu u siebie z Manchesterem City. W sezonie 1957/1958 był najlepszym strzelcem drużyny WBA w rozgrywkach ligowych, w których zdobył 24 gole, w tym 4 gole w wygranym 5:1 meczu z FC Burnley. W dwóch swoich ostatnich sezonach w klubie: 1960/1961 i 1961/1962 był kapitanem klubu. Łącznie w klubie, w którym grał na pozycji pomocnika, rozegrał 257 meczów, w których zdobył 61 goli. Po sezonie 1961/1962 odszedł z klubu po sporze o pensję z wiceprezesem klubu – Jimem Gauntem. Żądania wyższej pensji miały związek z narodzinami drugiego syna Robsona.
Robson wrócił do Fulham, po czym działacze klubu sprzedali Rodneya Marsha i Alana Mullery’ego, co oznaczało zmniejszenie szans Robsona na osiągnięcie znaczących sukcesów w barwach Wieśniaków. Sam Robson później stwierdził: „Przez cały mój czas jako piłkarz niczego nie wygrałem”. Pomimo doniesień prasowych o zainteresowaniu Robsonem ze strony Arsenalu Londyn oraz propozycji klubu Southend United by został grającym trenerem, Robson po sezonie 1966/1967 opuścił Anglię i wyjechał do Kanady w celu podpisania trzyletniego kontraktu z klubem Vancouver Royals w nowo powstałej lidze United Soccer Association (USA). W inauguracyjnym sezonie ligi NASL miał być grającym trenerem klubu, wierząc, że „to szansa zbyt dobra, by ją przegapić”. Jeszcze jesienią 1967 roku organizował obozy treningowe dla drużyny Royals. Wkrótce z San Francisco Golden Gate Gales do Vancouver Royals przybył węgierski piłkarz – Ferenc Puskás w celu przejęcia funkcji trenera drużyny Royals, co nie spodobało się Robsonowi i wkrótce, w styczniu 1968 roku, po otrzymaniu propozycji kontraktu ze strony Fulhamu Londyn, przyjął ją, tym samym wracając do klubu.
Łącznie w rozgrywkach ligowych rozegrał 583 mecze, w których zdobył 133 gole.

## Kariera reprezentacyjna
Bobby Robson jeszcze grając w Fulham, wziął udział w dwóch ambasadorskich trasach The Football Association: w Indiach Zachodnich (1955) i w Południowej Afryce (1956). Pierwsze powołanie do reprezentacji Anglii otrzymał w 1956 roku jako zawodnik West Bromwich Albion, głównie dzięki taktyce tzw. futbolu totalnego („pchaj i uciekaj”), której prekursorem był jego ówczesny klubowy trener – Vic Buckingham.
Zadebiutował w reprezentacji 27 listopada 1957 roku na Stadionie Wembley w Londynie w wygranym 4:0 meczu towarzyskim z reprezentacją Francji, w którym Robson zdobył 2 gole (24' i 84'). Mimo udanego debiutu nie wystąpił w wygranym 4:0 meczu z reprezentacją Szkocji w ramach British Home Championship 1958 na rzecz innego debiutanta – Bobby’ego Charltona. Robson znalazł się w składzie na mistrzostwa świata 1958 w Szwecji. Reprezentacja Anglii zakończyła turniej już po trzech meczach fazy grupowej: z reprezentacją ZSRR (2:2), z reprezentacją Brazylii (0:0), z reprezentacją Austrii (2:2) oraz decydującym meczu z reprezentacją ZSRR (2:2), w którym Robson nie grał. Po tym turnieju Robson stał się etatowym zawodnikiem reprezentacji, która w okresie od 8 października 1960 roku do 21 maja 1961 roku wygrała 6 meczów z rzędu, w tym 15 kwietnia 1961 roku na Stadionie Wembley w Londynie w wygranym 9:3 meczu z reprezentacją Szkocji w ramach British Home Championship 1961, w którym Robson w 9. minucie zdobył pierwszą bramkę spotkania.
Znalazł się w składzie na mistrzostwa świata 1962 w Chile, jednak z powodu kontuzji kostki doznanej w meczu sparingowym z jednym z chilijskich klubów nie wystąpił w żadnym meczu turnieju, na którym reprezentacja zakończyła swój udział w ćwierćfinale, po przegranej 3:1 z reprezentacją Brazylii, 10 czerwca 1962 roku na Estadio Sausalito w Viña del Mar. Ostatni mecz Robson w reprezentacji rozegrał 9 maja 1962 roku na Stadionie Wembley w Londynie w wygranym 3:1 meczu towarzyskim z reprezentacją Szwajcarii.
Jak później wspominał Robson, który łącznie w latach 1957–1962 w reprezentacji Anglii rozegrał 20 meczów, w których zdobył 4 gole: „Nigdy więcej nie grałem dla Anglii… moja kariera międzynarodowa nie została spełniona”. Jego miejsce w drużynie Synów Albionu zajął Bobby Moore.

## Kariera szkoleniowa

### Wczesna kariera

Miejsca w rozgrywkach ligowych drużyn prowadzonych przez Robsona

Bobby Robson w 1959 roku za namową ówczesnego selekcjonera reprezentacji Anglii i dyrektora trenerskiego w FA – Waltera Winterbottoma rozpoczął kurs trenerski w Lilleshall. Karierę trenerską rozpoczął w Fulham Londyn, w którym w przeszłości był zawodnikiem. Zadebiutował 27 stycznia 1968 roku w wygranym 4:0 meczu z występującym w rozgrywkach Cheshire County League Macclesfield Town w ramach trzeciej rundy Pucharu Anglii 1967/1968. Natomiast klub w tabeli ligowej po 24 meczach miał zaledwie 16 punktów, pomimo pozyskania młodego zawodnika – Malcolma Macdonalda, Robson nie był stanie uratować klubu przed spadkiem z First Division w sezonie 1967/1968 i tym samym zakończył rozgrywki ligowe na ostatnim – 22. miejscu. Z klubu odszedł w listopadzie 1968 roku (klub zajmował wówczas 8. miejsce w Second Division).

### Ipswich Town

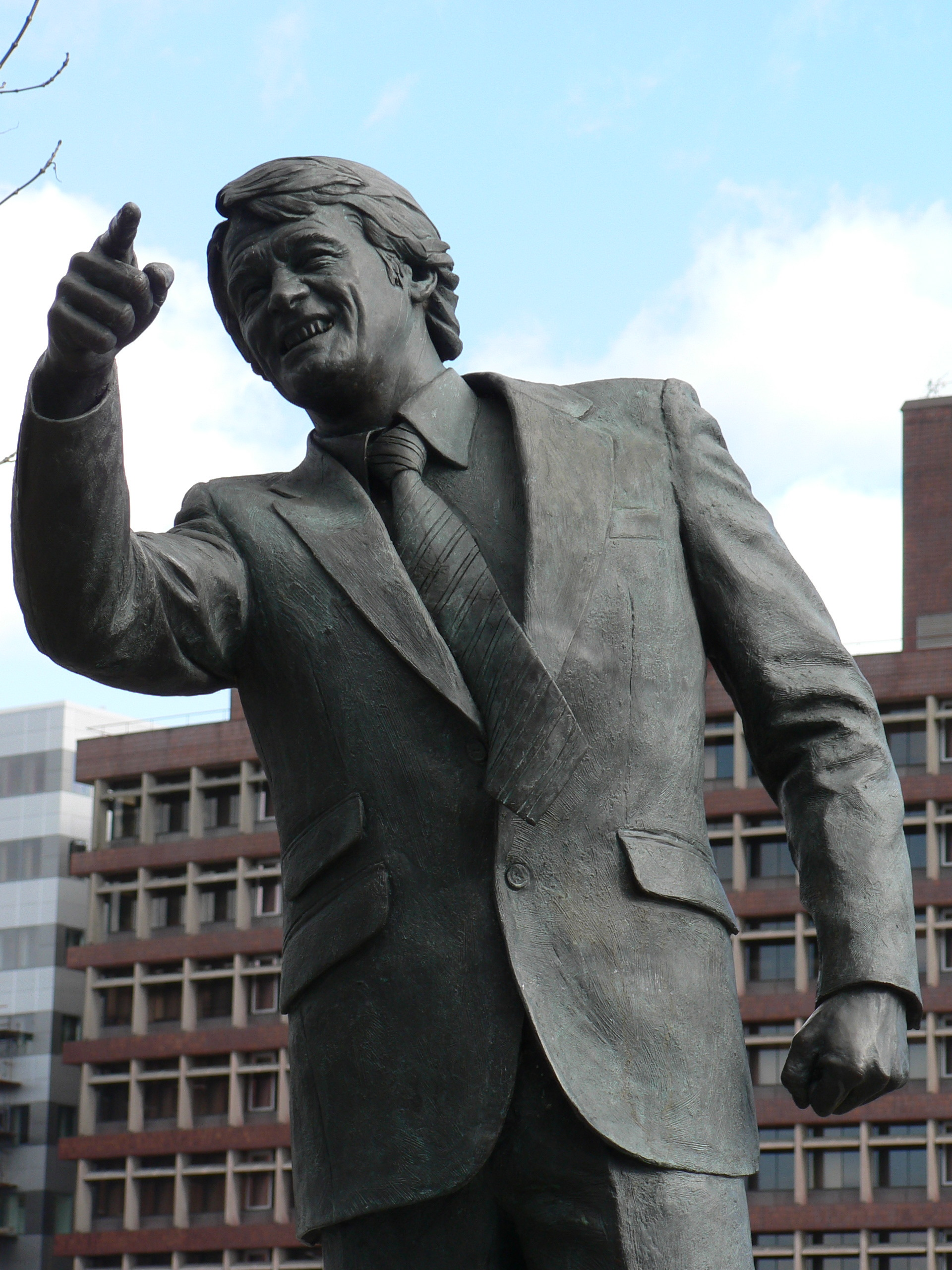
Pomnik Robsona na Portman Road w Ipswich

W latach 1969–1982 był trenerem Ipswich Town. Został zatrudniony po przypadkowym spotkaniu na Portman Road z dyrektorem miasta – Murrayem Sangsterem, który wówczas chciał zatrudnić w klubie trenera Chelsea Londyn – Dave’a Sextona. Drużyna Blues pod wodzą Robsona z przeciętnej angielskiej drużyny została jedną z renomowanych drużyn w Europie. W sezonie 1972/1973 klub zakończył rozgrywki ligowe w First Division na 4. miejscu oraz zdobył Puchar Texaco. W następnych dziewięciu sezonach klub dwukrotnie zdobył wicemistrzostwo Anglii (1981, 1982), trzykrotnie zajął 3. miejsce w First Division (1975, 1977, 1980), National Fives Tournament w 1977 roku, Puchar Anglii 1977/1978 po wygranej 6 maja 1978 roku w finale z Arsenalem Londyn 1:0 na Stadionie Wembley w Londynie (6 maja 2008 roku z okazji 30-lecia zdobycia trofeum otrzymał order Wolności Miasta Ipswich), a także Puchar UEFA 1980/1981 po wygranej rywalizacji w finale z holenderskim AZ Alkmaar (3:0, 2:4). Podczas swojego pobytu w klubie sprowadził z innych klubów 14 zawodników, w tym m.in.: Bryana Hamiltona, Allana Huntera, Paula Marinera, Arnolda Mührena, Fransa Thijssena. Pozostali zawodnicy pochodzili ze szkółki młodzieżowej klubu, którą rozbudował Robson. Zawodnicy ci wkrótce stanowili o sile klubu oraz reprezentacji Anglii, wśród nich m.in.: Kevin Beattie, Alan Brazil, George Burley, Terry Butcher, Eric Gates, Mick Mills, Brian Talbot, Colin Viljoen, John Wark, Trevor Whymark. Robson nie był geniuszem taktyki, jednak wykazywał talent do rozwijania nowych zawodników, a jego dobre umiejętności interpersonalne, opiekuńcze podejście, ciężka praca i entuzjazm pomagały im osiągać najlepsze wyniki.
W 2002 roku za osiągnięcia w klubie, odsłonięto naturalnej wielkości pomnik Robsona naprzeciwko Cobbold Stand na Portman Road. 7 lipca 2006 roku został honorowym prezesem klubu, pierwszym od śmierci Lady Blanche Cobbold w 1987.

### Reprezentacja Anglii
W latach 1978–1980 prowadził reprezentację Anglii B, z którą w siedmiu meczach sześć razy zwyciężył i raz zremisował. Robson przyjął posadę selekcjonera reprezentacji Anglii 7 lipca 1982 roku (dwa dni po zakończeniu udziału drużyny Synów Albionu na mistrzostwach świata 1982 w Hiszpanii), zastępując Rona Greenwooda. Odrzucił jednocześnie ofertę z Ipswich Town na przedłużenie kontraktu o 10 lat oraz na podwyższenia pensji. Asystentem Robsona został dawny kolega z West Bromwich Albion – Don Howe. Już przed swoim debiutem jako selekcjoner wywołał kontrowersję, omijając przy powołaniach jednego z najlepszych angielskich zawodników – Kevina Keegana, niespodziewanie kończąc jego karierę reprezentacyjną. Zadebiutował 22 września 1982 roku na Idrætsparken w Kopenhadze w zremisowanym 2:2 meczu eliminacyjnym mistrzostw Europy 1984 z reprezentacją Danii. 21 września 1983 roku na Stadionie Wembley w Londynie reprezentacja przegrała 0:1 w meczu eliminacyjnym mistrzostw Europy 1984 z reprezentacją Danii (jedyna przegrana Robsona w meczach eliminacyjnych), w efekcie czego nie zakwalifikowała się na turniej finałowy we Francji. Robson chciał zrezygnować z posady na rzecz Briana Clougha, jednak rezygnacja została odrzucona przez prezesa FA – Berta Millichipa.
Robson z drużyną Synów Albionu zakwalifikował się na mistrzostwa świata 1986 w Meksyku. Reprezentacja Anglii słabo rozpoczęła turniej: od przegranej 0:1 z reprezentacją Portugalii 3 czerwca 1986 roku na Estadio Tecnológico w Monterrey (w 80. minucie kapitan Bryan Robson doznał nawrotu zwichnięcia barku i tym samym został zastąpiony przez Steve’a Hodge’a), następnie 6 czerwca bezbramkowego zremisowała z reprezentacją Maroka na tym samym stadionie. Robson przed ostatnim meczem Grupy F z reprezentacją Polski, który miał zostać rozegrany 11 czerwca na Estadio Universitario w San Nicolás de los Garza, zmienił taktykę na ten mecz, zmieniając Marka Hateleya na Petera Beardsleya jako partnera w ataku dla Gary’ego Linekera, który w tym meczu zdobył hat tricka, a Anglia wygrała ten mecz 3:0, awansując tym samym z 2. miejsca do 1/8 finału (wygrana 3:0 z reprezentacją Paragwaju 18 czerwca 1986 roku na Estadio Azteca w mieście Meksyk). W ćwierćfinale turnieju, w którym 22 czerwca, na tym samym stadionie ,drużyna Synów Albionu przegrała w kontrowersyjnych okolicznościach z późniejszym mistrzem świata – reprezentacją Argentyny 2:1 po dwóch golach Diego Maradony (tzw. Ręka Boga w 51. minucie oraz Gol Stulecia w 55. minucie).
Robson nie krył oburzenia po tym meczu i skomentował kontrowersyjnego gola Diego Maradony następująco:

To nie była ręka Boga. To była ręka łobuza. Bóg nie miał z tym nic wspólnego... Tego dnia Maradona stracił w moich oczach na zawsze.

Reprezentacja Anglii awansowała na mistrzostwa Europy 1988 w RFN, tracąc w eliminacjach tylko 1 punkt (bezbramkowy remis z reprezentacją Turcji 29 kwietnia 1987 roku na Alsancak Stadium w Izmirze). Jednak na samym turnieju, mając w składzie takich zawodników, jak m.in.: John Barnes, Peter Beardsley, Gary Lineker, Chris Waddle, przegrali wszystkie mecze Grupy 2 (z reprezentacją Irlandii (0:1), z późniejszym mistrzem Europy – reprezentacją Holandii (1:3), z późniejszym wicemistrzem Europy – reprezentacją ZSRR (1:3)), w związku z czym zakończyli udział w fazie grupowej. Po turnieju Robson został surowo oceniony przez brytyjską prasę, a po remisie 1:1 w meczu towarzyskim z reprezentacją Arabii Saudyjskiej 16 listopada 1988 roku na Stadionie Króla Fahda w Rijadzie, tytuł artykułu jednej z gazet brzmiał: „W imię Allaha, odejdź”. Wkrótce Robson ponownie złożył rezygnację, która ponownie została odrzucona przez prezesa FA – Berta Millichipa (ponownie wśród kandydatów na następcę Robsona był Brian Clough).
Na mistrzostwa świata 1990 we Włoszech reprezentacja Anglii zakwalifikowała się z 2. miejsca z 9 punktami (3 zwycięstwa, 3 remisy) oraz z bilansem bramkowym 10:0, gdzie jej rywalami w Grupie F były: reprezentacja Irlandii (0:0), reprezentacja Holandii (0:0) oraz reprezentacja Egiptu (1:0). Podobnie jak na mistrzostwach świata 1986 w Meksyku, kapitan Bryan Robson doznał kontuzji, tym razem ścięgna Achillesa, która wykluczyła go z dalszego udziału w turnieju. Reprezentacja wygrała Grupę F zdobywając 4 punkty. Na turnieju Robson podjął kontowersyjną decyzję o zmianie formacji z tradycyjnej 4-4-2 na 5-3-2 z libero, a niektóre źródła sugerowały, że zmiana była spowodowana buntem zawodników po remisie 1:1 z reprezentacją Irlandii 11 czerwca na Stadio Sant’Elia w Cagliari, jednak Robson temu zaprzeczył:

...Ja dokonałem zmiany, nie oni. Nie miałem zamiaru pozwolić van Bastenowi i Ruudowi Gullitowi wyrwać nam dziury...

Anglicy w drodze do półfinału wygrali 26 czerwca 1990 roku na Stadio Renato Dall'Ara w Bolonii w 1/8 finału z reprezentacją Belgii (1:0 p.d.) oraz 1 lipca na Stadio San Paolo w Neapolu z reprezentacją Kamerunu (3:2 po dogrywce). Robson został tym samym drugim trenerem po Alfie Ramseyu, który doprowadził reprezentację do tej fazy turnieju, a zarazem pierwszym, który dokonał tego poza granicami Anglii (na mistrzostwach świata 2018 ich osiągnięcie wyrównał Gareth Southgate). 4 lipca 1990 roku na Stadio delle Alpi w Turynie Anglicy przegrali po serii rzutów karnych 4:3 (1:1 po dogrywce) z późniejszym mistrzem świata – reprezentacją RFN. Robson powiedział później: „Nie ma dnia, żebym nie myślał o półfinale i o innych wyborach, których mógłbym dokonać”. W meczu o 3. miejsce 7 lipca 1990 roku na Stadio San Nicola w Bari przegrali z reprezentacją Włoch, tym samym kończąc turniej na 4. miejscu. Po tym turnieju Robson zgodnie z wcześniejszymi deklaracjami, odszedł ze stanowiska. Łącznie prowadził reprezentację Anglii w 95 meczach (47 zwycięstw, 30 remisów, 18 porażek).

### PSV Eindhoven
Robson po mistrzostwach świata 1990 we Włoszech zastąpił Guusa Hiddinka na stanowisku trenera holenderskiego PSV Eindhoven. Dla Robsona był to „szok kulturowy”, miał jednak „poczucie przygody”. Wiadomość o nowej pracy Robsona pojawiła się jeszcze przed mistrzostwami świata 1990 we Włoszech, co wywołało dyskusje wśród tabloidów dotyczącą patriotyzmu Robsona, a jeden z nich – Today nazwał Robsona zdrajcą, za co ten pozwał go do sądu.
Holenderska skłonność do taktycznej debaty zaskoczyła Robsona. W wywiadzie dla Voetbal International wyznał:

Angielski zawodowiec akceptuje decyzję menedżera. Tutaj, po każdym meczu przychodzą rezerwowi dyskutować.

Jednym z istotnych problemów Robsona w klubie było zdyscyplinowanie gwiazdy reprezentacji Brazylii – Romário. Bobby Robson był sfrustrowany jego etyką pracy oraz stylem życia, choć przyznawał mu błyskotliwość w niektórych meczach. Robson zaaranżował rozmowy z zawodnikiem oraz ze swoim asystentem – Frankiem Arnesenem, który pełnił rolę tłumacza, jednak rozmowy nie przyniosły żadnych efektów, gdyż zawodnik nie miał zamiaru zmienić swojego stylu życia. Klub dwukrotnie z rzędu dominował w Eredivisie (1991, 1992), jednak nie uczynił wymaganych przez zarząd postępów w europejskich pucharach, w wyniku czego po sezonie 1991/1992 Robson odszedł z klubu.

### Praca w Portugalii
W lipcu 1992 roku został trenerem portugalskiego Sportingu, w którym jego tłumaczem był przyszły utytułowany portugalski trener – José Mourinho, z którym w sezonie 1992/1993 zakończył rozgrywki Primeira Liga na 3. miejscu. Opisał prezydenta klubu – Sousę Cintrę jako „luźnego działa”, który często podpisywał kontrakty z zawodnikami bez jego zgody. Robson został zwolniony w grudniu 1993 roku po niespodziewanej przegranej rywalizacji w trzeciej rundzie Pucharu UEFA z austriackim Casino Salzburg (2:0, 0:3), mimo prowadzenia w tabeli ligowej w Primeira Liga w sezonie 1993/1994.
W styczniu 1994 roku został trenerem FC Porto, gdzie jego asystentem również był José Mourinho. W klubie poznał innego przyszłego znanego portugalskiego trener – 16-letniego wówczas André Villasa-Boasa, którego wkrótce zatrudnił w klubie w dziale obserwacji, a także pomógł mu w zdobyciu licencji trenera UEFA „C” w Szkocji, mimo niespełnionych wymagań technicznych z powodu wieku (17 lat). Klub był wówczas w kiepskiej sytuacji sportowej (średnia frekwencja na Estádio do Dragão w Porto wynosiła zaledwie 10 000 widzów), jednak Robson szybko postawił klub na nogi: dotarł z klubem do półfinału Ligi Mistrzów, w którym 27 kwietnia 1994 roku na Camp Nou w Barcelonie przegrał z FC Barceloną 3:0, zdobył z klubem Puchar Portugalii po wygranej 10 czerwca 1994 roku na Estádio Nacional w Oeiras w finale 2:1 po dogrywce były klub Robsona – Sporting CP, a także dwukrotnie mistrzostwo Portugalii (1995, 1996) oraz Supertaça Cândido de Oliveira (1993, 1994 – mecze decydujące były powtórzone rok po każdym turnieju).
W 1995 roku klub wygrał 5 meczów z rzędu, dzięki czemu Robson zyskał pseudonim Bobby Five-O oraz przedłużył kontrakt z klubem. Z powodu choroby (czerniak złośliwy) opuścił pierwszą część sezonu 1995/1996, mimo tego udało mu się obronić mistrzostwo Portugalii.

### FC Barcelona i PSV Eindhoven
W lipcu 1996 roku po telefonie wiceprezydenta hiszpańskiej FC Barcelony – Joana Gasparta, został trenerem Dumy Katalonii, gdzie jego asystentem również był José Mourinho. Jedną z kluczowych decyzji Robsona w roli trenera Dumy Katalonii było pozyskanie Ronaldo za 19 500 000 dolarów amerykańskich, który w sezonie 1996/1997 stanowił o sile Dumy Katalonii, z którą Robson zdobył Superpuchar Hiszpanii po wygranej rywalizacji z Atlético Madryt (5:2, 1:3), Puchar Zdobywców Pucharów po wygranej 14 maja 1997 roku na Stadionie Feijenoordu w Rotterdamie w finale 1:0 z francuskim Parisem Saint-Germain, wicemistrzostwo Hiszpanii oraz Puchar Króla Hiszpanii po wygranej 28 czerwca 1997 roku na Estadio Santiago Bernabéu w Madrycie 3:2 po dogrywce z Realem Betis Sewilla. Za te osiągnięcia Robson otrzymał nagrodę Europejskiego Trenera Roku, gdyż sam Ronaldo stwierdził, że Robson jest jednym z najlepszych trenerów na świecie.
W sezonie 1997/1998 został dyrektorem generalnym Dumy Katalonii, a jego następcą na stanowisku trenera został Louis van Gaal. Po sezonie 1997/1998 odszedł z Dumy Katalonii i tym samym powrócił do holenderskiego PSV Eindhoven, z którym podpisał roczny kontrakt. 16 sierpnia 1998 roku po wygranej 2:0 na Amsterdam Arenie w Amsterdamie z Ajaxem Amsterdam zdobył Superpuchar Holandii, natomiast w rozgrywkach Eredivisie 1998/1999 PSV Eindhoven zajął 3. miejsce, tuż za Feyenoordem Rotterdam oraz Willemem II Tilburg, po czym odszedł z klubu.

### Newcastle United
Wkrótce Robson został zatrudniony w dziale technicznym FA, jednak we wrześniu 1999 roku po rezygnacji Ruuda Gullita z funkcji trenera Newcastle United, został jego następcą. Początkowo był rozczarowany ofertą wynagrodzenia, twierdząc, że „był o wiele poniżej aktualnej stawki”, jednak ostatecznie wynegocjował roczną umowę o wartości 1 000 000 funtów brytyjskich. 

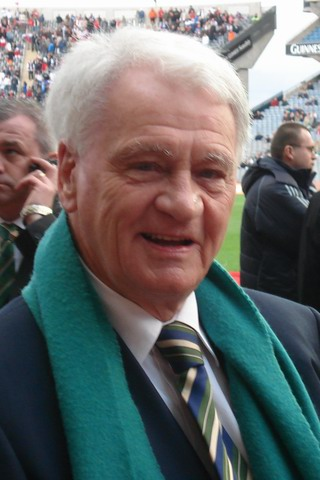
Sir Bobby Robson podczas meczu eliminacyjnego mistrzostw Europy 2008 reprezentacji Irlandii z reprezentacją Słowacji (1:0) na Croke Park w Dublinie, 29 marca 2007 roku.

Robson w roli trenera drużyny Srok zadebiutował 11 września 1999 roku w przegranym 1:0 meczu wyjazdowym z Chelsea Londyn, natomiast 19 września 1999 roku drużyna wygrała z Sheffield Wednesday aż 8:0. W sezonie 1999/2000, w którym Robson prowadził w 32 meczach (14 wygranych), drużyna zakończyła rozgrywki ligowe na 11. miejscu. Po rezygnacji Kevina Keegana z funkcji selekcjonera reprezentacji Anglii pod koniec 2000 roku, prezes FA – Geoff Thompson zwrócił się z prośbą do prezesa klubu – Freddy’ego Shepherda o wyrażenie zgody na tymczasowe przejęcie funkcji selekcjonera drużyny Synów Albionu, jednak ta prośba został odrzucona.
W sezonie 2001/2002 drużyna Srok zakończyła rozgrywki ligowe na 4. miejscu, dzięki czemu zakwalifikowała się do trzeciej rundy kwalifikacyjnej Ligi Mistrzów 2002/2003, w której wygrała rywalizację z bośniackim Željezničarem Sarajewo (0:1, 0:4), awansując tym samym do pierwszej fazy grupowej, w której z 9 punktami zakończyła rywalizację w Grupie E na 2. miejscu, ustępując jedynie późniejszemu finaliście tych rozgrywek – włoskiemu Juventusowi Turyn, jednakże wyprzedzając ukraińskiego Dynama Kijów oraz holenderski Feyenoord Rotterdam, awansując tym samym do drugiej fazy grupowej, głównie dzięki wspaniałej końcówce tej fazy rozgrywek: po trzech pierwszych przegranych meczach (2:0 z Dynamem Kijów, 1:0 z Feyenoordem Rotterdam, 2:0 z Juventusem Turyn) wygrała trzy ostatnie mecze (1:0 z Juventusem Turyn, 2:1 z Dynamem Kijów, 3:2 z Feyenoordem Rotterdam). Natomiast w drugiej fazie grupowej rywalizowała w Grupie A z hiszpańską FC Barceloną (1:3, 0:2), włoskim Interem Mediolan (1:4, 2:2) oraz z niemieckim Bayerem Leverkusen i z 7 punktami zakończyła w niej rywalizację na 3. miejscu, wyprzedzając jedynie Bayer Leverkusen oraz kończąc udział w tych rozgrywkach.
Natomiast w rozgrywkach ligowych sezon 2002/2003 drużyna Srok zakończyła swoje zmagania na 3. miejscu w tabeli ligowej, dzięki czemu ponownie zakwalifikowała się do trzeciej rundy kwalifikacyjnej Ligi Mistrzów 2003/2004, w której niespodziewanie przegrała rywalizację z jugosłowiańskim Partizanem Belgrad (1:0, 0:1, k. 3:4), tym samym odpadając z tych rozgrywek i zarazem przystępując do rozgrywek Pucharu UEFA, w którym dotarła do półfinału, w którym jej przeciwnikiem był późniejszy finalista tych rozgrywek – francuski Olympique Marsylia, z którym przegrała rywalizację (0:0, 0:2), kończąc tym samym udział w tych rozgrywkach. Natomiast w rozgrywkach ligowych sezon 2003/2004 drużyna Srok zakończyła swoje zmagania na 5. miejscu, kwalifikując się tym samym do pierwszej rundy kwalifikacyjnej Pucharu UEFA 2004/2005.
30 sierpnia 2004 roku został zwolniony z funkcji trenera klubu przez jego prezesa – Freddy’ego Shepherda, po słabym początku sezonu 2004/2005 (2 remisy, 2 porażki) oraz rzekomej złej atmosferze w szatni. Zwolnienie nastąpiło po opublikowaniu jego nieoficjalnej uwagi, w której nie krył rozczarowania, iż pod koniec sezonu 2003/2004 tradycyjne, honorowe okrążenie zawodników klubu na St James’ Park – stadionu Newcastle United obejrzało zaledwie 5000 kibiców.
Podczas pobytu w klubie zdobył wiele nagród indywidualnych oraz wyróżnień: 6-krotnie wybrany Trenerem Miesiąca w Premier League (luty 2000, sierpień 2000, grudzień 2001, luty 2002, styczeń 2003, październik 2003), Nagroda Pata Besforda (BSWA) w 2001 roku, Nagroda Prezydenta UEFA w 2002 roku oraz w 2003 roku dołączenie do Galerii Sław Angielskiej Piłki Nożnej oraz PFA Merit Award.
Jednak Robson nadal cieszy się największym szacunkiem wśród fanów. 2 marca 2005 roku otrzymał Order Wolności Miasta Newcastle upon Tyne oraz Honorowego Członka Newcastle United (w swojej autobiografii nazwał to „najdumniejszym momentem w smoim życiu”), skomentował wówczas:

Czym właściwie jest klub? Nie budynki, dyrektorzy czy ludzie, którym płaci się za ich reprezentowanie. Nie chodzi o kontrakty telewizyjne, klauzule wyjścia, działy marketingu czy boksy dla kadry kierowniczej. To hałas, pasja, poczucie przynależności, duma z Twojego miasta. To mały chłopiec po raz pierwszy wspinający się po schodach stadionu, chwytający ojca za rękę, gapiący się na tę uświęconą murawę pod nim i, nie mogąc nic z tym zrobić, zakochuje się.

### Reprezentacja Irlandii
7 czerwca 2005 roku odrzucił propozycję przejęcia funkcji dyrektora sportowego szkockiego klubu – Heart of Midlothian, gdyż chciał pozostać w Newcastle upon Tyne. 13 stycznia 2006 roku, po mianowaniu Steve’a Stauntona selekcjonerem reprezentacji Irlandii, Robson został mianowany w niej „międzynarodowym konsultantem ds. piłki nożnej”. 15 listopada 2007 roku z powodu problemów zdrowotnych ogłosił rezygnację z pełnionej funkcji, po ostatnim meczu The Boys in Green w eliminacjach do mistrzostw Europy 2008 w Grupie D, w którym 17 listopada 2007 roku na Millennium Stadium w Cardiff zremisowali 2:2 z reprezentacji Walii, jednak już wcześniej stracili awans na turniej finałowy w Austrii i w Szwajcarii.
Następnie był wiceprezesem League Managers Association (Związek Menedżerów Ligi), jednakże była to funkcja niewykonawcza.

## Statystyki

### Klubowe
| Klub                 | Sezon              | Liga               | Liga  | Liga | Puchar krajowy | Puchar krajowy | Puchar Ligi | Puchar Ligi | Łącznie | Łącznie |
| Klub                 | Sezon              | Liga               | Mecze | Gole | Mecze          | Gole           | Mecze       | Gole        | Mecze   | Gole    |
| -------------------- | ------------------ | ------------------ | ----- | ---- | -------------- | -------------- | ----------- | ----------- | ------- | ------- |
| Fulham               | 1950/1951          | First Division     | 1     | 0    | –              | –              | –           | –           | 1       | 0       |
| Fulham               | 1951/1952          | First Division     | 16    | 3    | –              | –              | –           | –           | 16      | 3       |
| Fulham               | 1952/1953          | Second Division    | 35    | 19   | 1              | 0              | –           | –           | 36      | 19      |
| Fulham               | 1953/1954          | Second Division    | 33    | 13   | 1              | 1              | –           | –           | 34      | 14      |
| Fulham               | 1954/1955          | Second Division    | 42    | 23   | 1              | 0              | –           | –           | 43      | 23      |
| Fulham               | 1955/1956          | Second Division    | 25    | 10   | 2              | 0              | –           | –           | 27      | 10      |
| Łącznie              | Łącznie            | Łącznie            | 152   | 68   | 5              | 1              | –           | –           | 157     | 69      |
| West Bromwich Albion | 1955/1956          | First Division     | 10    | 1    | –              | –              | –           | –           | 10      | 1       |
| West Bromwich Albion | 1956/1957          | First Division     | 39    | 12   | 2              | 1              | –           | –           | 41      | 13      |
| West Bromwich Albion | 1957/1958          | First Division     | 41    | 24   | 7              | 3              | –           | –           | 48      | 27      |
| West Bromwich Albion | 1958/1959          | First Division     | 29    | 4    | 1              | 1              | –           | –           | 30      | 5       |
| West Bromwich Albion | 1959/1960          | First Division     | 41    | 6    | 3              | 0              | –           | –           | 44      | 6       |
| West Bromwich Albion | 1960/1961          | First Division     | 40    | 5    | 1              | 0              | –           | –           | 41      | 5       |
| West Bromwich Albion | 1961/1962          | First Division     | 39    | 4    | 4              | 0              | –           | –           | 43      | 4       |
| Łącznie              | Łącznie            | Łącznie            | 239   | 56   | 18             | 5              | –           | –           | 257     | 61      |
| Fulham               | 1962/1963          | First Division     | 34    | 1    | 2              | 1              | 2           | 0           | 38      | 2       |
| Fulham               | 1963/1964          | First Division     | 39    | 1    | 2              | 0              | 1           | 0           | 42      | 1       |
| Fulham               | 1964/1965          | First Division     | 42    | 1    | 2              | 0              | 3           | 1           | 47      | 2       |
| Fulham               | 1965/1966          | First Division     | 36    | 6    | –              | –              | 3           | 0           | 39      | 6       |
| Fulham               | 1966/1967          | First Division     | 41    | 0    | 3              | 0              | 3           | 0           | 47      | 0       |
| Łącznie              | Łącznie            | Łącznie            | 192   | 9    | 9              | 1              | 12          | 1           | 213     | 11      |
| Vancouver Royals     | 1967               | USA                | –     | –    | –              | –              | –           | –           | –       | –       |
| Vancouver Royals     | 1968               | NASL               | –     | –    | –              | –              | –           | –           | –       | –       |
| Łącznie              | Łącznie            | Łącznie            | –     | –    | –              | –              | –           | –           | –       | –       |
| Łącznie w karierze   | Łącznie w karierze | Łącznie w karierze | 583   | 133  | 32             | 7              | 12          | 1           | 627     | 141     |

### Reprezentacyjne
| Reprezentacja | Rok     | Mecze | Gole |
| ------------- | ------- | ----- | ---- |
| Anglia        | 1957    | 1     | 2    |
| Anglia        | 1958    | 4     | 0    |
| Anglia        | 1959    | 0     | 0    |
| Anglia        | 1960    | 6     | 0    |
| Anglia        | 1961    | 8     | 2    |
| Anglia        | 1962    | 1     | 0    |
| Łącznie       | Łącznie | 20    | 4    |

| Mecze i gole w reprezentacji | Mecze i gole w reprezentacji | Mecze i gole w reprezentacji | Mecze i gole w reprezentacji | Mecze i gole w reprezentacji | Mecze i gole w reprezentacji | Mecze i gole w reprezentacji   |
| Lp.                          | Data                         | Miasto                       | Przeciwnik                   | Wynik                        | Rozgrywki                    | Gole                           |
| ---------------------------- | ---------------------------- | ---------------------------- | ---------------------------- | ---------------------------- | ---------------------------- | ------------------------------ |
| 1.                           | 27.11.1957                   | Londyn                       | Francja                      | 4:0                          | Gol · Gol                    | Mecz towarzyski                |
| 2.                           | 18.05.1958                   | Moskwa                       | ZSRR                         | 1:1                          |                              | Mecz towarzyski                |
| 3.                           | 08.06.1958                   | Göteborg                     | ZSRR                         | 2:2                          |                              | Mundial 1958                   |
| 4.                           | 11.06.1958                   | Göteborg                     | Brazylia                     | 0:0                          |                              | Mundial 1958                   |
| 5.                           | 15.06.1958                   | Borås                        | Austria                      | 2:2                          |                              | Mundial 1958                   |
| 6.                           | 15.05.1960                   | Madryt                       | Hiszpania                    | 0:3                          |                              | Mecz towarzyski                |
| 7.                           | 22.05.1960                   | Budapeszt                    | Węgry                        | 0:2                          |                              | Mecz towarzyski                |
| 8.                           | 08.10.1960                   | Belfast                      | Irlandia Północna            | 5:2                          |                              | British Home Championship 1961 |
| 9.                           | 19.10.1960                   | Luksemburg                   | Luksemburg                   | 9:0                          |                              | El. Mundialu 1962              |
| 10.                          | 26.10.1960                   | Londyn                       | Hiszpania                    | 4:2                          |                              | Mecz towarzyski                |
| 11.                          | 23.11.1960                   | Londyn                       | Walia                        | 5:1                          |                              | British Home Championship 1961 |
| 12.                          | 15.04.1961                   | Londyn                       | Szkocja                      | 9:3                          | Gol                          | British Home Championship 1961 |
| 13.                          | 10.05.1961                   | Londyn                       | Meksyk                       | 8:0                          | Gol                          | Mecz towarzyski                |
| 14.                          | 21.05.1961                   | Oeiras                       | Portugalia                   | 1:1                          |                              | El. Mundialu 1962              |
| 15.                          | 24.05.1961                   | Rzym                         | Włochy                       | 3:2                          |                              | Mecz towarzyski                |
| 16.                          | 28.09.1961                   | Londyn                       | Luksemburg                   | 4:1                          |                              | El. Mundialu 1962              |
| 17.                          | 14.10.1961                   | Cardiff                      | Walia                        | 1:1                          |                              | British Home Championship 1962 |
| 18.                          | 25.10.1961                   | Londyn                       | Portugalia                   | 2:0                          |                              | El. Mundialu 1962              |
| 19.                          | 22.11.1961                   | Londyn                       | Irlandia Północna            | 1:1                          |                              | British Home Championship 1962 |
| 20.                          | 09.05.1962                   | Londyn                       | Szwajcaria                   | 3:1                          |                              | Mecz towarzyski                |

### Trenerskie
| Klub             | Od      | Do      | Wyniki | Wyniki | Wyniki | Wyniki | Wyniki |
| Klub             | Od      | Do      | M      | Z      | R      | P      | Z%     |
| ---------------- | ------- | ------- | ------ | ------ | ------ | ------ | ------ |
| Fulham           | 01.1968 | 11.1968 | 36     | 6      | 9      | 21     | 16.67  |
| Ipswich Town     | 01.1969 | 08.1982 | 709    | 316    | 173    | 220    | 44.57  |
| Anglia B         | 05.1978 | 11.1980 | 7      | 6      | 1      | 0      | 85.71  |
| Anglia           | 07.1982 | 07.1990 | 95     | 47     | 30     | 18     | 49.47  |
| PSV Eindhoven    | 07.1990 | 06.1992 | 76     | 52     | 17     | 7      | 68.42  |
| Sporting         | 07.1992 | 12.1993 | 59     | 34     | 13     | 12     | 57.63  |
| FC Porto         | 01.1994 | 07.1996 | 120    | 86     | 23     | 11     | 71.67  |
| FC Barcelona     | 05.1996 | 06.1997 | 58     | 38     | 12     | 8      | 65.52  |
| PSV Eindhoven    | 07.1998 | 06.1998 | 38     | 20     | 10     | 8      | 52.63  |
| Newcastle United | 09.1999 | 08.2004 | 255    | 119    | 64     | 72     | 46.67  |
| Łącznie          | Łącznie | Łącznie | 1446   | 718    | 351    | 377    | 49.65  |

## Sukcesy

### Trenerskie
Ipswich Town
- Wicemistrzostwo Anglii: 1981, 1982
- 3. miejsce w First Division: 1975, 1977, 1980
- Puchar Anglii: 1978
- Puchar UEFA: 1981
- National Fives Tournament: 1977
- Texaco Cup: 1973

Reprezentacja Anglii
- 4. miejsce na mistrzostwach świata: 1990

PSV Eindhoven
- Mistrzostwo Holandii: 1991, 1992
- 3. miejsce w Eredivisie: 1999
- Superpuchar Holandii: 1998

Sporting CP
- 3. miejsce w Primeira Liga: 1993

FC Porto
- Mistrzostwo Portugalii: 1995, 1996
- Puchar Portugalii: 1994
- Supertaça Cândido de Oliveira: 1993, 1994

Barcelona
- Wicemistrzostwo Hiszpanii: 1997
- Puchar Króla Hiszpanii: 1997
- Superpuchar Hiszpanii: 1996
- Puchar Zdobywców Pucharów: 1997

Newcastle United
- 3. miejsce w Premier League: 2003
- Półfinał Pucharu UEFA: 2004

### Indywidualne
- FWA Tribute Award: 1992[125][126]
- Europejski Trener Roku: 1997
- Trener Miesiąca w Premier League: luty 2000, sierpień 2000, grudzień 2001, luty 2002, styczeń 2003, październik 2003
- Nagroda Pata Besforda (BSWA): 2001
- Nagroda Prezydenta UEFA: 2002
- Galeria Sław Angielskiej Piłki Nożnej: 2003
- PFA Merit Award: 2003
- Honorowy Członek Newcastle United: 2005[116]
- Sports Coach UK Awards: 2005 (za całokształt kariery)[127]
- Osobowość FAI: 2006[128]
- Międzynarodowa Osobowość Roku według Eircom: 2006
- Sportowa Osobowość Roku BBC: 2007 (za całokształt kariery)[129]
- Nagroda Fair Play FIFA: 2009[130]
- Galeria Sław Ipswich Town: 2009[131]

### Odznaczenia
- Order Imperium Brytyjskiego: 1991
- Odznaka Rycerza Kawalera: 2002
- Order Wolności Miasta Newcastle upon Tyne: 2005
- Order Wolności Miasta Ipswich: 2008
- Order Wolności Miasta Durham: 2008
- Order zasługi FIFA: 2009
- Order zasługi UEFA: 2009[132]

## Pozostała aktywność
- Bobby Robson wystąpił w reklamie telewizyjnej piwa Carlsberga sloganem pt. „Best Pub Side”[133].
- Był ekspertem w stacji ITV podczas mistrzostw świata 2002 w Japonii i Korei Południowej oraz mistrzostw Europy 2004 w Portugalii[134].
- W 2005 roku wraz z Paulem Haywardem wydał swoją autobiografię pt. Bobby Robson: Farewell but not Goodbye. Tytuł opiera się na jednym z jego cytatów po odejściu w 1990 roku z reprezentacji Anglii: „Jestem tutaj, aby się pożegnać – może nie do widzenia, ale do pożegnania”[135]. W książce krytykował prezesa Newcastle United – Freddy’ego Shepherda za odmawianie mu informacji dotyczących kontraktów zawodników i negocjacji transferowych oraz wiceprezesa klubu – Douglasa Halla za skupianie się na pierwszej drużynie Srok oraz ich stadionie – St James’ Park, przez co według niego zaniedbywał takie kwestie jak m.in.: teren treningowy, rozwój młodzieży oraz łowcy talentów[136]. Teren treningowy został później skrytykowany przez następcę Robsona w Newcastle United – Graeme’a Sounessa za serię kontuzji jego zawodników[137].
- W 2020 roku ukazała się biografia Robsona pt. Bobby Robson: The Ultimate Patriot autorstwa Harrisa Boba[138].

## Życie prywatne
Bobby Robson miał żonę Elsie (z d. Gray), którą poznał podczas podróży powrotnej do domu swoich rodziców w Langley Park, była wówczas studentką pielęgniarstwa, potem nauczycielką. Ślub wzięli 25 czerwca 1955 roku, a drużbą Robsona był jego kolega z Fulhamu Londyn – Tom Wilson. Para miała trzech synów: Andrew, Paula i Marka. 8 grudnia 2008 roku otrzymał order Wolności Miasta Durham.

## Choroba i śmierć
Bobby Robson od 1991 roku cierpiał na nawracające problemy zdrowotne związane z nowotworem, w wyniku czego przeszedł kilka operacji (w 1992 roku pokonał raka jelita w 2006 roku guza mózgu), co czasami miało wpływ na jego pracę (podczas pobytu w FC Porto cierpiał na czerniaka złośliwego, w wyniku czego nie był obecny przez pierwszą część sezonu 1995/1996). 17 października 2006 roku ujawniono o otrzymaniu przez Robsona pełnej jasności, zostając tym samym do rozpatrzenia swojego kontraktu z reprezentacją Irlandii, w której miał pracować w roli konsultanta. 7 maja 2007 roku Robson poinformował o piątym zdiagnozowanym u niego raku (zdiagnozowanego w lutym 2007 roku). Był gościem honorowym finału Pucharu Anglii 2007/2008, w którym 17 maja 2008 roku na Stadionie Wembley w Londynie FC Portsmouth wygrało z Cardiff City 1:0, a po meczu Robson wręczył trofeum kapitanowi triumfatora – Solowi Campbellowi. W sierpniu 2008 roku wyznał, że rak płuc jest nieuleczalny:

Mój stan jest opisany jako statyczny i nie zmienił się od czasu mojej ostatniej chemioterapii… Umrę raczej prędzej niż później. Ale potem każdy musi kiedyś odejść i będę się cieszył każdą minutą.

Tym samym, w grudniu 2008 roku, przerwał chemioterapię.
Bobby Robson zmarł 31 lipca 2009 roku w swoim domu w hrabstwie Durnham. Po jego śmierci, hołd oprócz wybitnych ludzi ze świata piłki nożnej, złożyli także ludzie z polityki. Trener Manchesteru United – Sir Alex Ferguson wspomniał go jako „wspaniałego przyjaciela, wspaniałego indywidualistę oraz wspaniałego człowieka futbolu”.
Natomiast prezydent UEFA – Michel Platini powiedział:

Będzie pamiętany nie tylko ze względu na swoją karierę piłkarską i wybitną karierę menedżerską zarówno na poziomie klubowym, jak i międzynarodowym, ale także dlatego, że był naprawdę ciepłym i pełnym pasji człowiekiem.

Jeden z zawodników Robsona – Gary Lineker wspomniał trenera następująco:

To smutny dzień i wielka strata. Był wspaniałym człowiekiem i wszyscy w kraju będą go bardzo tęsknić. Nigdy nie grałem dla bardziej entuzjastycznego człowieka.

Były premier Wielkiej Brytanii – Tony Blair opisał Robsona jako „prawdziwego dżentelmena z Geordie.
Prezenter telewizyjny, prywatnie przyjaciel Robsona – Michael Parkinson, powiedział:

Robson zostanie zapamiętany na długo po tym, jak obecne losy będą starymi kośćmi. Swoją przyzwoitością, humorem, miłością do tradycji i początków gry oraz zamętem związanym z tym, czym się ona stała, stał się teraźniejszością. dzień futbolu wygląda jak jest – nędzny w porównaniu. Nie przychodzi mi do głowy żadne bardziej pasujące epitafium.

Pogrzeb, mający charakter prywatnej ceremonii rodzinnej, odbył się 5 sierpnia 2009 roku w Esh w hrabstwie Durnham, gdzie został pochowany (na prośbę rodziny, aż do zakończenia ceremonii pogrzebowych, jej miejsce nie ujawniono). 21 września 2009 roku w katedrze w Durnham, obyło się nabożeństwo dziękczynne dla Robsona, w którym udział wzięło ponad 1000 zaproszonych gości, a także transmitowane na żywo w ogólnokrajowej telewizji (w tym na St James’ Park – stadion Newcastle United, na Portman Road – stadion Ipswich Town oraz na Craven Cottage – stadion Fulhamu Londyn).

## Sir Bobby Robson Foundation
W wyniku doświadczeń związanych z chorobą, 25 marca 2008 roku założył fundację – Sir Bobby Robson Foundation, mającą na celu wsparcie w walce z chorobą. Fundacja zebrała ponad 1 000 000 funtów brytyjskich, które później sfinansowane na sprzęt dla Centrum Badawczego Badań nad Rakiem Bobby’ego Robsona w Szpitalu Freeman w Newcastle upon Tyne, a następnie sfinansowała inne projekty dotyczące raka w północno-wschodniej Anglii.
26 lipca 2009 roku na St James’ Park w Newcastle upon Tyne odbył się mecz Sir Bobby Robson Trophy, w którym grały reprezentacje Anglii i Niemiec w składzie z półfinału mistrzostw świata 1990 we Włoszech (1:1 p.d., k. 3:4) oraz z udziałem innych gości specjalnych, a dochód z meczu został przeznaczony na rzecz fundacji. Mecz zakończył wygraną 3:2 dla drużyny Synów Albionu. Robson podczas tego meczu otrzymał Order zasługi UEFA.
W chwili śmierci Robsona fundacja zebrała 1 600 000 funtów brytyjskich. W ciągu 18 dni po jego śmierci na konto fundacji wpłynęły darowizny w wysokości 156 000 funtów brytyjskich, a 15 października 2009 roku konto fundacji wynosiło 2 000 000 funtów brytyjskich. Na prośbę rodziny Robsona, patronat nad fundacją przejął były zawodnik Robsona w Newcastle United – Alan Shearer. We wrześniu 2010 roku konto fundacji wynosiło 2 500 000 funtów brytyjskich. We wrześniu 2010 roku patronami fundacji zostali: Steve Gibson, Mick Mills i Niall Quinn.

## Upamiętnienie
- W grudniu 2009 roku za „dżentelmeńskie cechy, które pokazywał w czasie swojej kariery piłkarskiej i trenerskiej” otrzymał Nagrodę Fair Play FIFA.
- Wszystkie mecze 1. kolejki Premier League sezonu 2009/2010 zostały poprzedzone minutą ciszy za Robsona[9].
- 26 września 2009 roku podczas meczu Football League Championship 2009/2010 na Portman Road, pomiędzy Ipswich Town a Newcastle United (0:4), za zgodą władz ligi zawodnicy obu klubów nosili specjalne stroje pamiątkowe w ramach pomocy fundacji. W przerwie meczu trybuna północna stadionu została przemianowana na Sir Bobby Robson Stand[157][158][159].
- W 1. rocznicę śmierci Robsona – 31 lipca 2010 roku, podczas przedsezonowego meczu towarzyskiego Newcastle United z PSV Eindhoven na St James’ Park w Newcastle upon Tyne (2:2) uczczono pamięć Robsona, który w przeszłości prowadził oba kluby. W tym meczu wziął udział kapitan PSV Eindhoven za czasów Robsona – Stan Valckx, który zaprezentował się w klubowej koszulce[160].
- W lipcu 2010 roku ogłoszono plan budowy ogrodu pamięci Robsona w Newcastle upon Tyne. Ogród miał zostać stworzony we współpracy z firmą regeneracyjną – NE1Ltd oraz znajdować przy Gallowgate Street, w pobliżu stadionu Newcastle United – St James’ Park. Pracę trwały od listopada 2010 roku do wiosny 2011 roku. Ogród zajmuje powierzchnię 400 m² i obejmuje wielopoziomową część wypoczynkową oraz rzeźbione kamienne cokoły odzwierciedlające aspekty jego życia i pracy. W okolicy znajduje się również 400-metrowy ogród pamięci Robsona[161][162].
- 30 marca 2010 roku, charytatywny klub krykietowy – Lord's Taverners (Robson w 2007 roku miał zostać prezesem klubu, jednak z powodu stanu zdrowia nie doszło do tego), zorganizował kolację na cześć Robsona, jako „Najlepszego prezydenta, jakiego nigdy nie mieli”[163].
- W marcu 2011 roku firma obsługująca pociągi ze Wschodniego Wybrzeża nazwała jeden ze swoich pociągów elektrycznych – British Rail Class 91 na cześć Robsona, odsłonięty na stacji Newcastle Central przez żonę Elsie oraz Alana Shearera[164][165].
- W grudniu 2011 roku zarząd Port of Tyne nazwał swoją łódź roboczą na cześć Robsona.
- 6 maja 2012 roku przed meczem Newcastle United z późniejszymi mistrzami Anglii – Manchesterem City (0:2), odsłonięto pomnik Robsona przy stadionie klubu – St James’ Park w Newcastle upon Tyne, którego autorem jest rzeźbiarz – Toma Maley[166].
- 16 lipca 2013 roku, z okazji obchodów 150-lecia FA, wyznaczyła 10 sierpnia 2013 roku jako Narodowy Dzień Futbolu Sir Bobby’ego Robsona, jako dzień uczczenia meczu narodowego.
- W 2018 roku powstał pełnometrażowy film pt. Bobby Robson: Więcej niż menedżer, opowiadający o karierze Robsona oraz diagnozie raka i spotkał się z pozytywnym uznaniem krytyków filmowych[167].
- We wrześniu 2020 roku w Ipswich otwarto szkołę nazwaną imieniem, do której uczęszczają dzieci w wieku 8–16 lat, z problemami społeczno-emocjonalnymi i psychicznymi[168].